# サルドル・ラシドフ
サルドル・ラシドフ（ウズベク語: Sardor Rashidov Ikhtiyorovich, Сардор Рашидов Ихтиёрович、1991年6月14日 - ）は、ウズベキスタン共和国のサッカー選手。元ウズベキスタン代表。FCパフタコール・タシュケント所属。ポジションはFW。
2016年にアル・ジャイシュ・ドーハに加入して以降は彼の背番号とプレースタイルからCR10（Сардор Rashidov）と呼ばれている。左足の精度が高く、コーナーキックを直接狙うことも得意としている。強烈なシュートや無回転のドロップFKも蹴ることが出来る。スピードにも優れ、非常に勢いのあるドリブル突破も魅力。足元が上手くテクニックがあり繊細なプレーも得意とする。既婚者。

## クラブ歴
2007年にPFCソグディアナ・ジザフに加入し、2009年からFCブニョドコルに所属した。2014年には15得点を挙げ、うちリーグで10得点を挙げた彼はクラブの得点王に輝いた。
2015年7月9日には210万ドルの移籍金でアル・ジャイシュ・ドーハに移籍した。

## 代表歴
代表初出場となったのは2013年10月31日に行われたAFCアジアカップ2015予選のベトナム代表戦で、この試合で彼は初得点を早速決めた。AFCアジアカップ2015本戦にも出場し、グループステージのサウジアラビア代表戦では2得点を入れ3-1の勝利にチームを導いた。

## 個人成績

### クラブ
2016年4月20日現在
| 2010     | ブニョドコル     |                | ウズベク | 1        | 0                  | 2          | 0          | 3        | 0        |
| 2011     | ブニョドコル     |                | ウズベク |          |                    |            |            |          |          |
| 2012     | ブニョドコル     |                | ウズベク |          |                    |            |            |          |          |
| 2013     | ブニョドコル     |                | ウズベク | 14       | 3                  | 3          | 0          | 17       | 3        |
| 2014     | ブニョドコル     |                | ウズベク | 21       | 10                 | 5          | 4          | 26       | 14       |
| 2015     | ブニョドコル     |                | ウズベク | 13       | 5                  | 1          | 0          | 14       | 5        |
| カタール | カタール         | カタール       | カタール | リーグ戦 | リーグ戦           | オープン杯 | オープン杯 | 期間通算 | 期間通算 |
| 2015-16  | アル・ジャイシュ | 10             | Qリーグ  | 23       | 9                  |            |            |          |          |
| 通算     | ウズベキスタン   | ウズベキスタン | ウズベク | 81       | 22\|\|\|\|\|\|\|\| |            |            |          |          |
| 通算     | カタール         | カタール       | Qリーグ  | 23       | 9\|\|\|\|\|\|\|\|  |            |            |          |          |
| 総通算   | 総通算           | 総通算         | 総通算   | 104      | 31\|\|\|\|\|\|\|\| |            |            |          |          |

### 代表
代表での得点一覧
| #   | 日附           | 場所                                                                   | 対戦相手       | 得点 | 結果 | 大会                                   |
| --- | -------------- | ---------------------------------------------------------------------- | -------------- | ---- | ---- | -------------------------------------- |
| 1.  | 2013年10月15日 | タシケント・パフタコール・セントラル・スタジアム                       | ベトナム       | 1–0  | 3–1  | AFCアジアカップ2015予選                |
| 2.  | 2013年11月15日 | ハノイ・ミーディン国立競技場                                           | ベトナム       | 3–0  | 3–0  | AFCアジアカップ2015予選                |
| 3.  | 2014年12月13日 | ドバイ・マクトゥーム・ビン・ラーシド・アール・マクトゥーム・スタジアム | パレスチナ     | 1–0  | 1–0  | 親善試合                               |
| 4.  | 2014年12月21日 | ドバイ・アール・ラーシド・スタジアム                                   | ヨルダン       | 1–1  | 2–1  | 親善試合                               |
| 5.  | 2015年1月18日  | メルボルン・メルボルン・レクタンギュラー・スタジアム                   | サウジアラビア | 1–0  | 3–1  | AFCアジアカップ2015                    |
| 6.  | 2015年1月18日  | メルボルン・メルボルン・レクタンギュラー・スタジアム                   | サウジアラビア | 3–1  | 3–1  | AFCアジアカップ2015                    |
| 7.  | 2015年6月16日  | 平壌直轄市金日成競技場                                                 | 北朝鮮         | 2–4  | 2–4  | 2018 FIFAワールドカップ・アジア2次予選 |
| 8.  | 2015年9月8日   | ボカウェ・フィリピン・スポーツ・スタジアム                             | フィリピン     | 2–0  | 5–1  | 2018 FIFAワールドカップ・アジア2次予選 |
| 9.  | 2015年9月8日   | ボカウェ・フィリピン・スポーツ・スタジアム                             | フィリピン     | 5–1  | 5–1  | 2018 FIFAワールドカップ・アジア2次予選 |
| 10  | 2015年10月8日  | リファー・バーレーン・ナショナル・スタジアム                           | バーレーン     | 3–0  | 4–0  | 2018 FIFAワールドカップ・アジア2次予選 |
| 11  | 2016年3月29日  | タシケント・ブニョドコル・スタジアム                                   | バーレーン     | 1-0  | 1-0  | 2018 FIFAワールドカップ・アジア2次予選 |
| 12. | 2017年6月6日   | タシケント・ブニョドコル・スタジアム                                   | タイ           | 2–0  | 2–0  | 親善試合                               |

## タイトル

### クラブ
FCブニョドコル
- ウズベク・リーグ: 2010, 2011, 2013

準優勝: 2012
- ウズベキスタン・カップ: 2010, 2012, 2013

準優勝: 2013
- ウズベキスタン・スーパーカップ: 2014

アル・ジャイシュ・ドーハ
- カタール・スターズリーグ

準優勝: 2015-16
ロコモティフ・タシュケント
- ウズベク・リーグ: 2018